# 今日だけは
今日だけは（きょうだけは）は、1977年5月12日～11月3日にTBS系列で放映されたテレビドラマ。

## 概要
7年前のある詐欺事件で、当時判事だった兵童正憲は指物師の左近一栄に1年の実刑判決を下し、これをきっかけに兵童家と左近家は対立し始めた。後に正憲は弁護士に転身、左近家の娘・葉は兵童彰一郎と恋愛の末、両家の反対を押し切り結婚した。7年経ってこの両家の、断絶状態から不信と誤解が解けてふれあう方向へ進む、その人間群像を描いたホームドラマ。

## スタッフ
- 作：服部佳
- 演出：川俣公明
- プロデューサー：石井ふく子
- 音楽：小川寛興
- 製作：テレパック[1]・TBS

## 出演
兵童家
- 兵童葉：大空真弓
- 兵童彰一郎：山口崇
- 兵童恵介：井上順 - 彰一郎の弟
- 兵童あい：沢田雅美 - 恵介の妻
- 兵童森子：松原智恵子
- 兵童伍郎：宮脇康之
- 兵童敬：羽田勉 - 恵介の息子
- 兵童一子：羽田直美 - 恵介の娘
- 兵童正憲（弁護士）：山村聡
- 文：草笛光子 - 正憲の妹

左近家
- 左近雄：岡本富士太 - 葉の弟
- 左近一栄（指物師）：佐野浅夫 - 葉の父
- 左近親枝：山岡久乃 - 葉の母

その他
- 梢：池上季実子
- 周一：高野浩幸
梢と周一は、交通事故で両親を亡くし、その裁判待ちである姉弟。
- 東海林典子
- 木綿子：木原光知子 - レコード店店主
- 菊代：幸真智子

## 主題歌
- 五木ひろし　「今日だけは」
※五木は、1977年7月28日と同年9月29日放送の回に、「伸也」役としてゲスト出演もしている。